# The Women – Von großen und kleinen Affären
The Women ist eine US-amerikanische Filmkomödie aus dem Jahr 2008. Es handelt sich um eine Neuverfilmung der gleichnamigen Komödie von George Cukor aus dem Jahr 1939. Regie führte Diane English, die auch das Drehbuch schrieb und den Film mitproduzierte.

## Handlung
Die Modedesignerin Mary Haines ist mit einem vermögenden Finanzunternehmer verheiratet und hat eine 11-jährige Tochter. Ihr Ehemann beginnt eine Affäre mit der Parfumverkäuferin Crystal Allen. Ihre beste Freundin, die Redakteurin Sylvia Fowler, erfährt von der Affäre, die sie zunächst vor Mary verheimlicht. Diese erfährt erst zufällig die Wahrheit.
Haines trennt sich von ihrem Ehemann und ist zunächst am Boden zerstört, doch nach einiger Zeit beginnt sie, sich ihren Traum von einer eigenen, erfolgreichen Modekollektion zu verwirklichen. Schließlich gewinnt sie auch ihren Ehemann wieder.

## Kritiken
Die Kritiken zum Film waren zumeist ablehnend, bei Rotten Tomatoes hält der Film eine äußerst negative Wertung von 14 % mit dem Kritikerkonsens: „The Women ist ein zahnloses Remake des Klassikers von 1939, es fehlt ihm am Charme, Geist und den unwiderstehlichen Protagonisten des Originals.“
Peter Debruge schrieb in der Zeitschrift Variety vom 11. September 2008, English tue wenig, um die Geschichte an die moderne Zeit anzupassen. Sie versuche, ein ähnliches Wohlbefinden-Gefühl wie die Filme von Nancy Meyers und Nora Ephron zu schaffen. Viele gezeigte Verhaltensweisen würden unnatürlich wirken; einige Gags würden nicht funktionieren. Ryan versprühe ähnlichen Charme wie in der Komödie Harry und Sally.
Roger Ebert schrieb in der Chicago Sun-Times vom 11. September 2008, der Film zeige einige Schauspielerinnen, die er bewundere, in Top-Form. Der Film sei nicht großartig – er sei dazu zu melodramatisch und beinhalte zu viele Dialoge. Er biete jedoch gut geschriebene, gut ausgeführte und gut gespielte Unterhaltung.
Das Lexikon des internationalen Films urteilte: „Der Versuch eines Remakes des gleichnamigen Filmklassikers von George Cukor (1939) scheitert an der unreflektierten Aneinanderreihung frauenfeindlicher Klischees, schlechten Darstellerinnen und dem Unvermögen der Regie, Dialog- und Situationswitz inszenatorisch auf die Leinwand zu bringen.“

## Hintergründe
Der Film wurde unter anderen in New York City, in Boston, in einigen anderen Orten in Massachusetts und in Connecticut gedreht. Seine Produktionskosten betrugen schätzungsweise 16,5 Millionen US-Dollar. Der Film startete in den US-amerikanischen und in den britischen Kinos am 12. September 2008. Der deutsche Kinostart war am 11. Dezember 2008. In den Kinos der USA spielte der Film ca. 26,7 Millionen US-Dollar ein. Ein Merkmal von The Women ist, dass im ganzen Film keine männliche Person auftaucht, sogar bei Spaziergängen durch die Großstadt wurden alle Porträts und Skulpturen von Männern durch Frauendarstellungen ersetzt. Eine Ausnahme bildet eine der letzten Szenen des Films, in dem Edie ihr fünftes Kind, einen Jungen, zur Welt bringt.